# Бабияк, Вячеслав Иванович
Вячесла́в Ива́нович Бабия́к (15 июня 1932, Кишинёв, Бессарабия, Королевство Румыния — 21 декабря 2017, Санкт-Петербург) — советский и российский оториноларинголог, вестибулолог, сурдолог, хирург, педагог, доктор медицинских наук (1977), профессор (2002) кафедры оториноларингологии Санкт-Петербургской государственной медицинской академии им. И. И. Мечникова, полковник медицинской службы, мастер спорта СССР по лёгкой атлетике (1955).

## Биография
Родился в Кишинёве в 1932 г., в ту пору входившем в состав Королевства Румынии. Свободно владел румынским языком.
В послевоенный период учился в вечерней школе, затем — в Кишинёвском медицинском институте (ныне Государственный университет медицины и фармакологии им. Николая Тестемицану). После первого курса, в 1951 г., в составе группы студентов был направлен в Ленинград, в Военно-медицинскую академию им. С. М. Кирова, где и продолжил учёбу. По окончании учёбы в 1956 г. служил младшим врачом мотострелкового полка, а с 1960 г. — врачом-токсикологом медико-санитарного батальона местного гарнизона в городе Выборге Ленинградской области.
В конце 1962 года семья вернулась в Ленинград в связи с рекомендацией руководства к обучению в клинической ординатуре Военно-медицинской академии им. С. М. Кирова (1962—1965). Защитил кандидатскую диссертацию «Некоторые рефлексы вестибулярного анализатора применительно к профессиональному отбору на лётную службу» (1966). С 1965 г. — младший, а с 1969 г. — старший научный сотрудник специальной лаборатории ВМА им. С. М. Кирова. С того же года — преподаватель, с 1976 г. — старший преподаватель кафедры оториноларингологии ВМА им. С. М. Кирова. Защитил докторскую диссертацию «Реакции глазодвигательного аппарата и их сенсорные компоненты при сочетанном действии вестибулярных и зрительных раздражителей» (1977). В 1984—1987 гг. — заместитель начальника кафедры оториноларингологии и заместитель Главного оториноларинголога Вооружённых сил СССР. Занимался хирургической деятельностью.
После демобилизации из Вооружённых сил (1987) — профессор-сурдолог Центральной медико-санитарной части № 122 (ныне — Северо-западный окружной научно-клинический центр имени Л. Г. Соколова). Одновременно трудился старшим научным сотрудником, с 2000 г. — главным научным сотрудником отдела патофизиологии уха Санкт-Петербургского научно-исследовательского института уха, горла, носа и речи Минздрава РФ. В 1998—2004 гг. — руководитель отдела. С 2002 г. — профессор кафедры оториноларингологии Санкт-Петербургской государственной медицинской академии им. И. И. Мечникова, в результате объединения в 2011 г. с Санкт-Петербургской медицинской академией последипломного образования получившей название Северо-Западного государственного медицинского университета им. И. И. Мечникова.
На протяжении многих лет писал стихи, намереваясь издать стихотворный сборник «Зарницы». В 2023 году, по инициативе сына, сборник, ставший философско-поэтическим отражением жизни автора, был издан.
Скончался 21 декабря 2017 года в результате тромбоэмболии легочной артерии. Похоронен на Северном кладбище Санкт-Петербурга. 4-й Лесной участок.

### Научная деятельность
Разрабатывал проблемы нового направления нейрооториноларингологии, вопросы взаимодействия вестибулярной системы со слуховым и зрительным анализаторами в условиях действия ускорений и перегрузок с позиций системного подхода и теории саморегулирующихся систем, а также вопросы качества жизни больных, страдающих нарушениями функции вестибулярного анализатора.
Является автором и соавтором более 120 научных статей, а также 14 фундаментальных трудов (монографий, руководств и учебника) для врачей и студентов. Под его руководством и научным консультированием защищено 5 кандидатских и 2 докторских диссертации (на 2014 г.) Имеет патенты и изобретения. Состоял членом редакционного совета журнала «РОССИЙСКАЯ ОТОРИНОЛАРИНГОЛОГИЯ»

### Спортивная карьера
Начал заниматься спортом в городе Кишинёве (Молдавская ССР) в 1949 году. Выступал за юношескую сборную Молдавии по футболу, проявив себя спортсменом, обладающим выдающимися скоростными способностями. Был капитаном команды. В 1950—1951 годах увлёкся лёгкой атлетикой, уже в столь юном возрасте став победителем и призёром ряда республиканских первенств. Направление на учёбу в Ленинград, в Военно-медицинскую академию им. С. М. Кирова, предопределило его спортивный интерес, нацелив на занятия легкой атлетикой — спринтерским бегом (100 м, 200 м, эстафета 4×100 м) — в составе команды Ленинградского Дома офицеров (ЛДО) и позднее — Ленинградского СКА (Спортивный клуб армии).
Приглашался в сборную команду СССР по лёгкой атлетике. Выступал на соревнованиях различного в том числе и международного уровня (Румыния, ГДР, Великобритания, Финляндия).
Победитель и призёр чемпионатов Ленинграда, Ленинградского военного округа, Вооруженных сил СССР, Всесоюзных соревнований Добровольных спортивных обществ (ДСО) (1956), СКДА — I Спартакиады дружественных армий в Лейпциге (ГДР) (1958). Бронзовый призёр Первой летней Спартакиады народов СССР (1956) в эстафете на дистанции 4×100 м, имевшей статус чемпионата СССР. В те годы основным стартам Спартакиады (Москва) предшествовали Спартакиады союзных республик, приравненные к республиканским чемпионатам. Двукратный чемпион РСФСР в беге на 100 и 200 м (1956). Серебряный призёр первенства РСФСР в беге на дистанции 100 м (1959). Лучшие результаты: 100 м — 10,4 сек., 200 м — 21,5 сек.

### Семья
- Отец — Бабьяк (Babiak), Иван Григорьевич (1898—1974), фельдшер-ветеринар. Проживал в Бухаресте (Румыния).
- Мать — Булыга, Вера Кузьминична (1909—1975), портниха-надомница, модельер, вышивальщица, кружевница, вязальщица. Проживала в Кишинёве.
- Супруга — Бабияк (Железно́ва), Галина Матвеевна (1932—2021), Боровичи, Новгородская область). Врач-стоматолог, челюстно-лицевой хирург, врач высшей категории. Прожили в браке 63 года (1954). Познакомились в 1953 г. в особняке принца П. Г. Ольденбургского на Каменном острове в Ленинграде, где в ту пору располагалось общежитие 2-го Медицинского института (ныне СЗГМУ им. И. И. Мечникова), в котором училась будущая супруга.
  - Сын — Бабияк, Вячеслав Вячеславович (1955 г. р.), художник, педагог, доктор искусствоведения, профессор. Работает в Российском государственном педагогическом университете им. А. И. Герцена.
    - Внук — Евгений (1985 г. р.), компьютерный дизайнер. Проживает в городе София (Болгария).